# Estacio de Lacerna
Estacio de Lacerna (Sevilla, ca. 1570 - Perú, después de 1616) fue un compositor y organista español que desarrolló su actividad artística en España, Portugal y Perú.

## Biografía
Era hijo de Alexandro de la Serna, reconocido cantor del duque de Medina Sidonia y de la Catedral de Sevilla. El 29 de octubre de 1593 sucedió a Hernando de Tapia en el puesto de organista de la Iglesia del Salvador en Sevilla. Entre el 1 de abril de 1595 y el 25 de febrero de 1604 fue organista de la capilla real de Lisboa. En 1604 se trasladó a Perú donde permaneció el resto de su vida, se sabe que en 1614 era el maestro de capilla de la Catedral de Lima.

## Obra
Fue autor de dos obras para órgano (dos tientos ou obras del 6º tono: Obra del 6º Tono por Ut y Obra del 6º Tono por ge-sol-ré-ut).